# Anomalon palaeon
Anomalon palaeon là một loài tò vò trong họ Ichneumonidae.